# Krigsåret 2002

## Pågående krig
- Afghanistankriget (2001-)[1]

## Händelser

### Januari
- 15 - Fullskaligt krig i Colombia undviks genom internationell diplomati. President Andrés Pastrana ger gerillarörelsen FARC sex dagar att förhandla om fred. FARC kräver att Colombias militär lämnar gränserna till frizonen, som skapades 1999 för att möjliggöra fredssamtal.[2]
- 21 - Israels soldater ockuperar den palestinska staden Tulkarem på Västbanken. Över 100 stridsvagnar och helikoptrar används i aktionen, den största sedan det palestinska självstyret infördes.[2]

### Februari
- 5 - USA:s president George W. Bush överlämnar statsbudgeten om 2 130 miljarder amerikanska dollar till USA:s kongress. Militärbudgeten, den högsta sedan kalla krigets dagar, anslår 369 miljarder amerikanska dollar, varav 48 miljarder är nytillskott, vilket bara det är mer än de flesta länders totala försvarsutgifter.[2]
- 9 - Afghanska talibanregimens andreman, utrikesminister Wakil Ahmed Mutawakkil, överlämnar sig till amerikanska styrkor i Kandaharprovinsen.[2]
- 11 - I Sverige enas Sveriges socialdemokratiska arbetareparti, Centerpartiet och KD om ny svensk försvarsdoktrin. Neutraliteten ersätts av militär alliansfrihet. Utrikesminister Anna Lindh säger att Sverige inte längre stillastående kommer åse ett angrepp mot ett grannland.[2]
- 12 - Rättegången mot Slobodan Milošević inleds vid krigsförbrytartribunalen i Haag.[2]
- 22 - I Sri Lanka enas regeringen och LTTE om vapenstillestånd efter 19 års konflikt.[2]

### Mars
- 13 - Afghanistankriget: Operation Anaconda inleds.
- 13 - I Angola ger regeringen order till armén om att avbryta alla offensiver mot UNITA-gerillan, och säger säg vara redo att ge amnesti åt alla som lägger ned vapnen. Därmed kan 1994 års fredsavtal omsättas i praktiken.[2]
- 19 - Operation Anaconda avslutas.
- 18 – Efter 27 års inbördeskrig mellan UNITA-gerillan och Angolas regering sluts fredsavtal. Under kriget har cirka en miljon personer dött och fyra miljoner flytt. Trots oljeinkomster på 30-50 miljarder SEK per år, god jordmån och stora naturresurser är Angola på grund av bland annat kriget och korruptionen ett av världens fattigaste länder.[2]
- 29 – Israelisk militär tränger fram till Ramallah på Västbanken. Sju personer dödas i eldstrider, och 70 palestinier grips. Premiärminister Ariel Sharon säger att Israel tänker genomföra "storskaliga operationer" utan motsvarighet. 20 000 israeliska soldater i reserven har mobiliserats. Offensiven är enligt Ariel Sharon ett svar på de senaste dagarnas palestinska terrordåd.[2]

### April
- 5 – Striderna på Västbanken fortsätter och bland de stora städerna har enbart Hebron och Jeriko inte ockuperats av Israel. I Betlehem har 200 beväpnade palestinier förskansat sig i Födelsekyrkan. USA:s sändebud Anthony Zinni tillåts besöka palestinske ledaren Yassir Arafat.[2]
- 10 – En nederländsk rapport utpekar nederländska FN-bataljonen Dutchbat som medansvarig för den etniska rensningen i Srebrenica 1995, sedan de nederländska soldaterna utan att skjuta ett enda skott överlämnat lägret åt serbiska trupper. Efter hemkomsten till Nederländerna belades soldaterna med tystnadsplikt.[2]

### Maj
- 13 – Ryssland och USA enas om att minska kärnvapenarsenalen till ungefär en tredjedel. Samtidigt utvecklar USA ett nationellt missilförsvar vilket skrider mot det gamla ABM-avtalet.[2]

### Juni
- 12 – En mina från andra världskriget med 150 kilo sprängmedel sprängs utanför Nynäshamn. 850 000 minor placerades ut i Östersjön under kriget, av vilka 50 000 finns kvar, och Svenska marinen gör årligen ett tjugotal fynd av minor, granater och bomber.[2]
- 29 – Sydkoreanska örlogsfartyg drabbar samman med nordkoreanska patrullbåtar, som korsat den omstridda sjögränsen i Gula havet, vilket är första eldstriden på tre år, och båda beskyller varandra.[2]

### Juli
- 1 – USA lägger in sitt veto i FN:s säkerhetsråd mot förlängning av fredsbevarande operationer i Bosnien och Hercegovina, sedan man krävt att inga amerikaner skall kunna dömas i ICC.[2]
- 5 – 93-årige Friedrich Engel döms av en domstol i Hamburg till sju års fängelse för att i maj 1994 ha beordrat avrättningen av 59 italienska fångar. Han förnekar sitt ansvar, och menar att han sköt men bara lydde order.[2]
- 21 - Efter 19 års inbördeskrig i Sudan sluts fred där.[2]
- 30 - Kongo-Kinshasa och Rwanda under tecknar fred i andra Kongokriget.[2]

### September
- 6 – USA och Storbritannien utför den första större attacken mot Irak på fyra år.[2]
- 19 – Israeliska stridsvagnar omringar Yassir Arafats högkvarter på Västbanken, som svar på ett självmordsdåd i Tel Aviv med fem döda och ett femtiotal skadade.[2]
- 19 - Inbördeskrig bryter ut i Elfenbenskusten.

### Oktober
- 14 – I Daloa, Elfenbenskusten utbryter nya strider efter misslyckade fredssamtal. Myteristerna kräver att president Gbagos avgår då regeringen mottagit militär hjälp från Angola. Konflikten speglar Elfenbenskustens religiösa splittring med muslimer i norr, som stöder oppositionen, och kristna i söder som stöder regeringen.[3]
- 17 – Nordkorea meddelar att man utvecklar kärnvapen.[3]

### November
- 25 – FN:s vapeninspektörer kommer till Irak för att kartlägga Iraks påstådda massförstörelsevapen. USA fortsätter mobilisera för krig.[3]

### December
- 9 – I Genève sluts efter 26 års stridigheter ett fredsavtal för Aceh mellan Indonesiens regering och Acehs självständighetsgerilla. Aceh får lokal autonomi.[3]
- 16 – USA för in specialförband samt utrustning i den kurdiska enklaven i norra Irak som ett led i krigsförberedelser mot Irak.[3]
- 17 – USA:s president George W. Bush meddelar att USA sätta sitt missilförsvar i bruk 2004.[3]
- 26 december - Nio palestinier dödas och ett tiotal skottskadas då Israels armé efter ett uppehåll i samband med julhelgen återupptar sina aktioner, med målet att förstöra vad man kallar "terrorns infrastruktur".[3]

## Avlidna
- 22 februari - Jonas Savimbi, angolansk rebelledare. (dödad av angolanska regeringsstyrkor)[2]

### Fotnoter
1. ↑  ”World Statesmen”. http://www.worldstatesmen.org/WARS.html. Läst 28 juni 2011.
2. 1 2 3 4 5 6 7 8 9 10 11 12 13 14 15 16 17 18 19 20 21 22   När Var Hur 2003. DN
3. 1 2 3 4 5 6 7   När Var Hur 2003. DN